# جذفم أصفر
جذفم أصفر (الاسم العلمي: Rhizostoma luteum) هو نوع من الحيوانات يتبع جنس الجذفم من الفصيلة الجذفمية.